# 丸山真奈実
丸山 真奈実（まるやま まなみ、1960年10月20日 - ）は、日本の舞台女優。東京都出身。テアトル・エコー所属。

## 経歴
神奈川県立横須賀大津高等学校卒業。
1981年3月16日 - テアトル・エコー入団。

## 出演作品

### 舞台
テアトル・エコー
- 1981年9月「水族館」
- 1989年4月「ズボンが…ない!」
- 2001年4月「うそつきビリー」
- 2002年4月「シルヴィアの結婚」
- 2003年5月「屋上桟敷の人々」

外部での主な作品
- フェドー劇場「間抜け役」
- 俳小「好きにならずにいられない」
- シアタークラシックス「隠された顔」

### テレビアニメ
- 楽しいムーミン一家（フィリフヨンカ）
- MONSTER（マルティンの母）

### 劇場アニメ
- 銀河鉄道の夜（街の人々）

### OVA
- BE-BOP-HIGHSCHOOL（恵美子）

### 吹き替え
- WITHOUT A TRACE/FBI 失踪者を追え!3（デブラ）
- NYPDブルー（シルビア・コスタス検事補）
- カーリー・スー
- 宮廷女官チャングムの誓い（ケグム）
- 処刑ライダー ※テレビ朝日版（ニューマスターDVD・BD収録）
- スタートレックVI 未知の世界
- スリーメン&ベビー（パティ）
- バックファイヤー!
- 花嫁のパパ
- バンビ
- ビートルジュース
- ビッグ・ビジネス（ジュディ）
- ヘンリー・フール（ローラ）
- モリー先生との火曜日
- ゆりかごを揺らす手
- ラストマン・スタンディング（ワンダ）
- リーサル・ウェポン2/炎の約束 ※ビデオ版
- ルーツ（アイリーン）
- わんわん物語 ※1989年再公開版

### ゲーム
- コブラII 伝説の男（キャシー）